# Johannes Duns Scotus

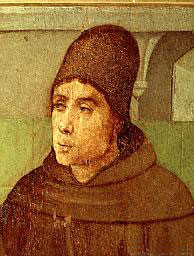
Johannes Duns Scotus, Darstellung des 15. Jahrhunderts

Johannes Duns Scotus, im Vereinigten Königreich auch John Duns Scotus und weiter latinisiert auch Ioannes Duns Scotus, (* um 1265/1266 in Duns, Schottland; † 8. November 1308 in Köln) war ein schottischer Theologe, Franziskaner und Philosoph der Scholastik.
Nachdem er in Northampton die Priesterweihe erhalten hatte, studierte und lehrte er in Cambridge, Oxford, Paris und Köln. Als einer der bedeutendsten franziskanischen Theologen begründete er die nach ihm benannte scholastische Richtung des Scotismus. Er verband darin u. a. Lehren des Aristoteles, des Augustinus und der Franziskaner auf feinsinnige Art miteinander, so dass Zeitgenossen ihn auch Doctor subtilis nannten.
Duns Scotus untersuchte die philosophischen Kategorien der Möglichkeit und Notwendigkeit mit den Formen der Modallogik, wobei er diese in nichtformaler Weise anwandte. Diese Fragestellung spielt auch heute noch in der Philosophie eine große Rolle. Ferner bewertete er Glauben, Wille und Liebe höher als Wissen und Vernunft. Als einer der ersten mittelalterlichen Denker betrachtete er Philosophie und Theologie als unterschiedliche Disziplinen mit unterschiedlichen Aussagegehalten.
Scotus wurde am 6. Juli 1991 seliggesprochen und am 20. März 1993 feierte Papst Johannes Paul II. im Petersdom die Vesper zu seinen Ehren.

## Leben
Über das Leben von Johannes Duns Scotus gibt es nur wenige belegte Informationen. Er wurde nach seinem vermutlichen Geburtsort Duns in Schottland, nahe der englischen Grenze bei Berwick-upon-Tweed, benannt. Andere Überlieferungen weisen auf Maxton in Roxburghshire als Geburtsort hin. Sein genaues Geburtsdatum ist ebenso unbekannt. Das erste sichere Datum in seiner Biographie ist die Ordination bei den Franziskanern im Kloster Saint Andrews in Northampton am 17. März 1291.

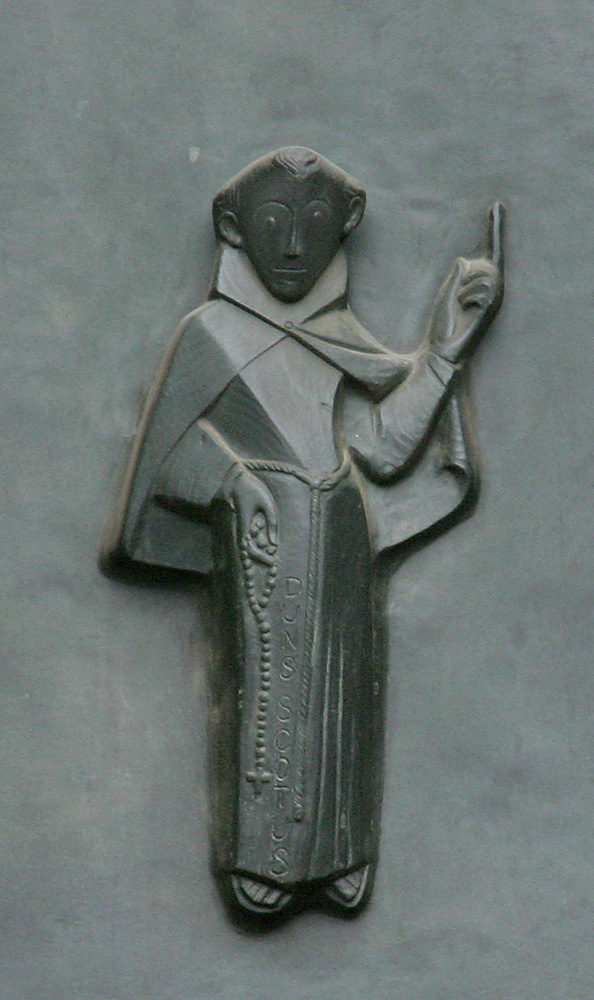
Scotus-Relief (1948) von Ewald Mataré am Südportal des Kölner Doms. An der linken Portaltür, der „Bischofstür“, repräsentieren sieben Reliefs die Gaben des Heiligen Geistes. Scotus versinnbildlicht hierbei den Verstand.

Bei der Bestimmung seines Geburtsjahres 1266 geht man davon aus, dass er mit 25 Jahren, so früh wie zu seiner Zeit möglich, ordiniert wurde. Eine entsprechende Rückrechnung anhand der üblichen Ausbildungszeiten ergibt, dass er ca. 1280 in den Franziskanerorden eingetreten ist, danach etwa sechs Jahre Philosophie, die Septem artes, studierte und schließlich von 1288 bis etwa 1293 in Oxford seine theologische Ausbildung erhielt. Dort, sowie vermutlich auch in Cambridge, lehrte er als Baccalaureus und hat wohl im Jahre 1299 einen ersten Kommentar zu den Sentenzen von Petrus Lombardus, die Lectura, sowie bis etwa 1300 eine Reihe von Aristoteles-Kommentaren verfasst. 1300 wurde er auf einer Vorschlagsliste für Beichtväter in Oxford aufgeführt und nahm dort nachweislich im selben Jahr an einer Disputation teil.
Im Jahr 1302 lehrte er über die Sentenzen in Paris, an der zu seiner Zeit führenden Universität. Über seine Vorlesungen gibt es verschiedene Mitschriften von Studenten – reportationes oder reportata Parisienses –, die Scotus in einem Fall wohl auch überprüft hat.
Im Juni 1303 musste er Paris verlassen, weil er sich als einer von etwa 80 Mönchen auf die Seite des Papstes Bonifatius VIII. stellte, indem er die vom französischen König Philipp IV. geforderte Unterschrift verweigerte. Der König verlangte Unterstützung für einen Appell an ein geplantes Konzil, weil er den Klerus besteuern wollte, was der Papst strikt ablehnte.
Im April 1304 kehrte Scotus nach Paris zurück. Am 17. November 1304 wurde er zum Magister und 1306 oder 1307 zum Magister regens, d. h. Lehrstuhlinhaber der Theologischen Fakultät der Franziskaner in Paris ernannt. Aus dieser Zeit stammt eine Reihe von Disputationen sowie die dritte, vermutlich zur Veröffentlichung vorgesehene unvollendete Fassung seiner Sentenzenkommentare, die Ordinatio, die allgemein als sein Hauptwerk angesehen wird.
1307 wechselte er als Lektor an die franziskanische Ordensschule nach Köln, wo er am 8. November 1308 starb. Sein Grab befindet sich in der Minoritenkirche in Köln, in der auch Adolph Kolping beigesetzt ist.

## Schriften
Aufgrund seines relativ frühen Todes hinterließ Scotus kein geordnetes Werk, sondern eine Vielzahl von Manuskripten für Vorlesungen, Quaestionen und Disputationen, von denen nur ein unvollständig gebliebener Text (die Ordinatio, s. u.) für eine Veröffentlichung vorbereitet war. Die vorgefundenen Schriften wurden – den zeitgenössischen Methoden folgend – durch Einfügung ergänzender Notizen oder durch Weglassen von Unstimmigkeiten geglättet, nicht, wie es heute üblich wäre, textkritisch mit allen Randnotizen, Streichungen und Einklammerungen veröffentlicht. Darüber hinaus wurden Mitschriften der Studenten als Quelle für Verbesserungen und Ergänzungen genutzt.

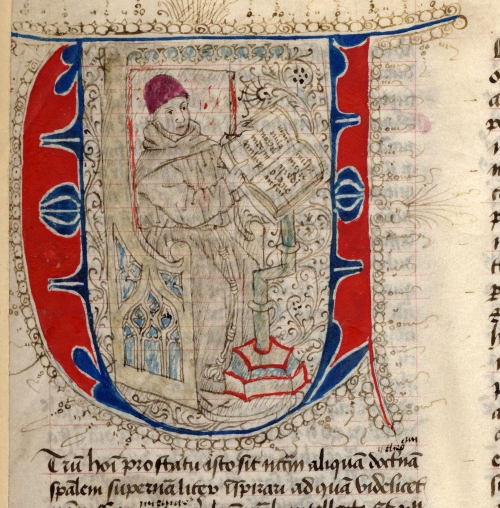
Manuskript der Quaestiones (um 1400)

Die so entstandenen Texte wurden zunächst als Abschriften verbreitet und aufgrund der relativ großen Bedeutung des Scotismus im 17. Jahrhundert gedruckt. Von besonderer Bedeutung ist dabei die Ausgabe der gesammelten Werke von Lucas Wadding (Lyon 1639), die bis zu einer kritischen Auseinandersetzung im 20. Jahrhundert die maßgebliche Quelle für Duns Scotus war. Das Problem dieser Ausgabe liegt darin, dass sie nur die nachträglich bearbeiteten Texte sowie eine Reihe ergänzender, Scotus zugeschriebener Texte enthält, die jedoch aufgrund neuerer Forschungen eindeutig nicht Scotus zuzurechnen sind. Andererseits wurden in den 1990er Jahren zwei Aristoteles-Kommentare entdeckt, die man Scotus nachträglich zuschreibt. Da die Werke von Scotus selbst keine entsprechenden Hinweise enthalten, sind zudem weder der Zeitpunkt der Entstehung noch die genaue Reihenfolge der Texte tatsächlich bekannt, so dass man auf Rekonstruktionen und Vermutungen der Scotus-Forschung angewiesen ist.
Die ersten Arbeiten stammen ungefähr aus dem Jahr 1295 und befassen sich unter dem Titel Parva Logicalia mit Aristoteles, und zwar als Quaestiones zu den Kategorien, zu De Interpretatione und den Sophistischen Widerlegungen. Auch die Quaestiones zur Isagoge des Porphyrius sind aus dieser Zeit. Nicht völlig geklärt ist, ob die Quaestiones super De Anima tatsächlich Scotus zuzuordnen sind. Die wichtige Schrift Quaestiones subtilissimae de metaphysicam Aristotelis hat Scotus über einen längeren Zeitraum erarbeitet.
Das Hauptwerk befasst sich mit der Kommentierung der Sentenzen des Petrus Lombardus. Solche Kommentare gehörten zu den üblichen Tätigkeiten eines Baccalaureus. Entsprechend gibt es von sehr vielen Philosophen dieser Zeit aufgrund ihrer theologischen Lehrtätigkeit derartige Kommentare. Die Gliederung war durch die Vorlage weitgehend vorgegeben. Es hatte sich aber eingebürgert, dass der jeweilige Verfasser im Prolog seine einleitenden Gedanken frei formulierte.
Die Kommentierungen von Scotus zeichnen sich dadurch aus, dass sie sowohl im Prolog als auch in den einzelnen Kommentarteilen besonders umfangreich sind. Es gibt insgesamt drei Sentenzenkommentare. Der erste heißt Lectura und stammt aus den Jahren 1289 bis 1299 in Oxford. Er enthält Anmerkungen zum 1. und 2. Buch der Sentenzen. Weiterhin existiert eine Reportatio, d. h. eine studentische Mitschrift, die auf Vorlesungen um 1300 in Cambridge hinweist.
Die wichtigste Schrift ist die Ordinatio, an der Scotus über einen langen Zeitraum gearbeitet hat und die wohl zur Veröffentlichung vorgesehen war. Sie enthält Passagen aus der Lectura, aber auch Inhalte, die mit den Pariser Vorlesungen übereinstimmen. Besonders bei diesem Text ist die Rekonstruktion aufgrund ergänzender Notizen schwierig. Das handschriftliche Original ist verloren gegangen. Jedoch gibt es eine in Assisi gefundene Abschrift, bei der die Textkritik eine gute Originaltreue annimmt. Hilfreich für die Rekonstruktion sind auch die Additiones magnae von Wilhelm von Alnwick, einem Schüler des Scotus.
In Paris hielt er Vorlesungen zu den einzelnen Büchern der Sentenzen über einen Zeitraum von mehreren Jahren. Hierüber gibt es etliche Reportationes, von denen Scotus wahrscheinlich eine, nämlich die über das erste Buch der Sentenzen, eigenhändig korrigiert hat.
Aus der Oxforder und der Pariser Zeit stammen die Collationes, eine Sammlung von 46 kurzen Disputationen. Als Spätwerk werden die Schriften De primo principio, eine Darstellung der metaphysischen Gotteslehre mit einem sehr ausführlichen Gottesbeweis, sowie die Theoremata, eine Zusammenstellung von Notizen und Traktaten, eingestuft. Bei letzteren ist die Authentizität nicht gesichert. In den letzten beiden Pariser Jahren entstanden die Quaestiones Quodlibetales mit ausführlichen Disputationen zu allgemeinen Fragen, die Scotus als Magister regens gehalten hat.
Aufgrund der unsicheren Quellenlage wurde im Jahr 1950 in Rom eine Kommission zur neuen kritischen Herausgabe der theologischen Schriften des Scotus gebildet, deren Arbeiten auch nach über 50 Jahren bei weitem noch nicht abgeschlossen sind. Dies hängt zum einen mit dem Umfang der Schriften zusammen. Der Nachdruck der Wadding-Ausgabe umfasst 26 Bände (ed. Vivès). Vor allem aber liegt das Problem in der sehr aufwändigen Rekonstruktion. 1997 hat das Bonaventura-Institut der Franziskaner in New York ergänzend begonnen, eine kritische Ausgabe der philosophischen Schriften herauszugeben. Bedeutende Übersetzungen von wichtigen Teilen der lateinischen Texte in die modernen Verkehrssprachen erfolgten erst im 20. Jahrhundert.

## Lehre

### Das philosophische Umfeld

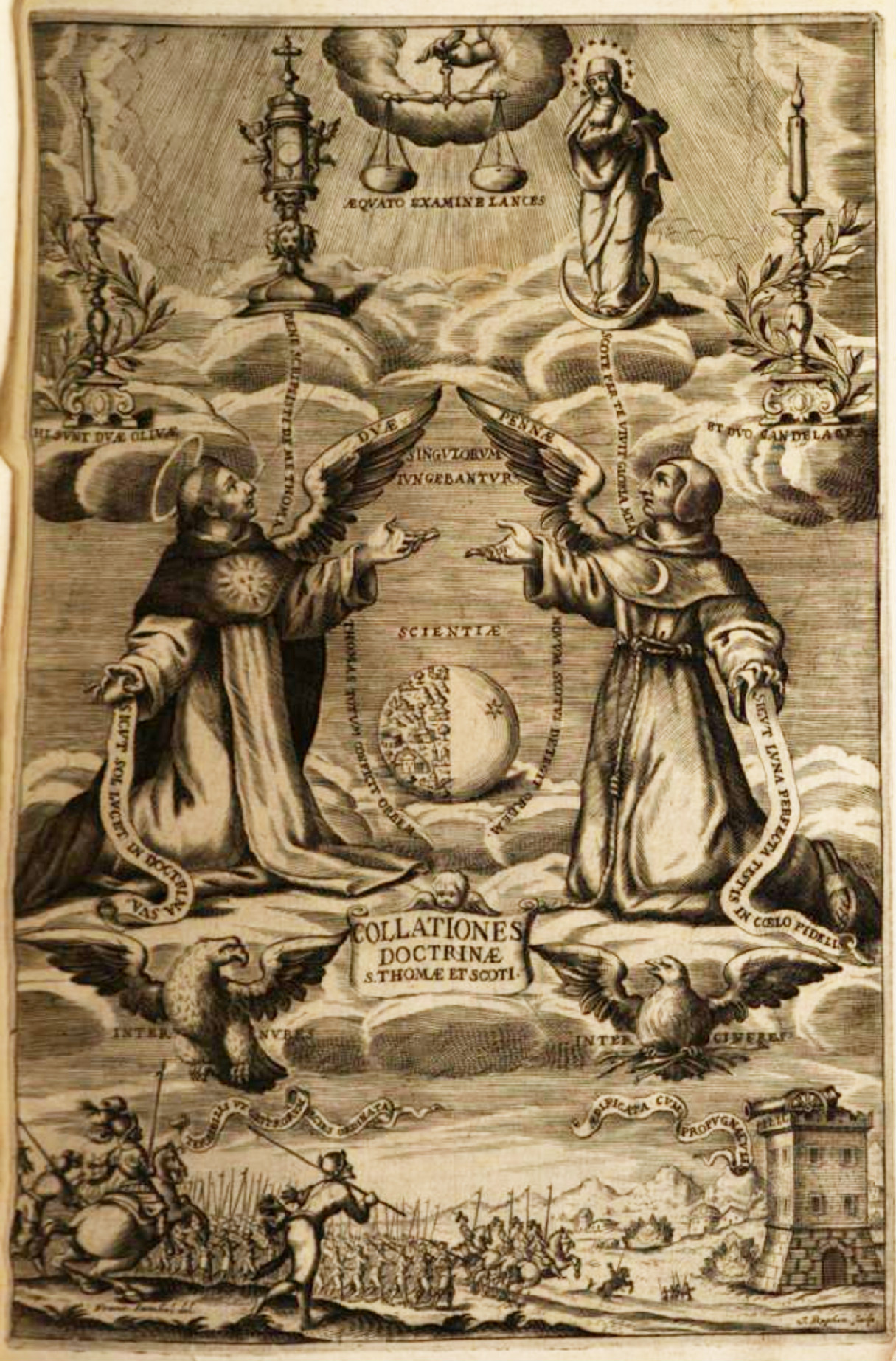
Thomas von Aquin und Duns Skotus, Kupferstich in: Collationes doctrinae S. Thomae et Scoti, cum differentiis inter utrumque, 1671

Duns Scotus gilt als einer der ersten Vertreter der Spätscholastik, in der sich Philosophie und Theologie schrittweise trennten. Dazu gab er einen maßgeblichen Anstoß.
Im 13. Jahrhundert dominierte die Rezeption des Aristoteles in der Philosophie, besonders seit dessen Schriften um 1200 aus arabischen Quellen vollständig übersetzt worden waren. Sie stand im Zeichen der Dominikaner Albertus Magnus und besonders des Thomas von Aquin. Thomas hatte die Philosophie des Aristoteles mit der Theologie harmonisch verbunden, um so theologische Fragen präzisieren und die Antworten klarer darauf beziehen zu können.
Doch damit gaben sich einige Denker wie Boetius von Dacien oder Siger von Brabant nicht zufrieden. Ausgehend von Aristoteles und Averroes, betrachteten sie die philosophische Vernunfterkenntnis unabhängig von der Theologie, auch wenn sie im Konfliktfall den auf biblische Offenbarungen und die Kirchenväter gestützten Glaubenswahrheiten den Vorrang gaben. Auf der anderen Seite standen konservative Lehrer wie Heinrich von Gent, die Augustiner oder der Franziskaner Bonaventura, die die Lehren des Augustinus bewahren wollten.
Das Jahr 1277 brachte einen Wendepunkt in dieser Debatte: Der Pariser Bischof Étienne Tempier verbot 219 Thesen, darunter auch einige Sätze des Thomas von Aquin. Dieses Verdikt drängte zumindest vorübergehend den aristotelischen Averroismus zurück. In dieser Situation suchten eine Reihe wichtiger Denker neue Ansätze, darunter Raimundus Lullus, Dietrich von Freiberg, Meister Eckhart und Duns Scotus. Dieser kannte Aristoteles hervorragend und bezog sich mit allen seinen philosophischen Themen auf ihn. In der augustinisch-neuplatonischen Tradition der Franziskaner stehend, setzte er sich zugleich – wie auch Petrus Johannes Olivi – kritisch mit den Aristotelikern und den Schriften des Averroes auseinander. Diese philosophische Kritik betraf vor allem seine Zeitgenossen. Dabei brach er zum Teil mit der auf Augustinus zurückgehenden Lehre Bonaventuras, die auch Heinrich von Gent und Gottfried von Fontaine vertraten: Allgemeine Erkenntnis der Wirklichkeit sei nicht ohne Erleuchtung durch Gott möglich.
Die Lehre von Scotus wird oft als kritischer Gegensatz zu Thomas von Aquin dargestellt, um Scotus’ neue Gedankengänge herauszustellen. Doch Scotus verfolgte keine Schulbildung, sondern analysierte die bestehenden philosophischen Traditionen immer mit der Absicht, eine verbesserte, höhere Erkenntnis zu gewinnen. Dabei beurteilte er das Verhältnis von Philosophie und Theologie anders als Thomas. Während dieser beide als einander ergänzende Disziplinen ansah, lehrte Scotus ihre klare Unterscheidung. Von der Philosophie angenommene Wahrheiten können demnach in der Theologie falsch sein. Philosophie hat Grenzen, die Gottes Offenbarung überschreitet. Gegenstand der Metaphysik kann deshalb nicht Gott sein, sondern nur das Seiende.
Weiterhin ordnete Scotus den Willen nicht wie Thomas dem Verstand nach, sondern vertrat die Auffassung, dass der Verstand dem Willen dient, um diesem das notwendige Wissen über die Objekte bereitzustellen. Allerdings betonte er auch, dass seine philosophischen Fragestellungen immer theologisch bedingt seien (quaestio de methodo). Die Philosophie führt zu Neutralität und Skepsis und ist daher für das praktische Leben nicht geeignet. Die Theologie ist hingegen praktische Wissenschaft, die sich an Gottes Liebe und Willen orientiert und dem Menschen hilft, seinen Weg zu finden.

### Erkenntnistheorie
Zum Thema Erkenntnis liegt keine geschlossene Darstellung vor, sondern Scotus erläuterte verschiedene Aspekte jeweils bei Bedarf. Grundsätzlich teilte er die Auffassungen des Aristoteles bzw. des Thomas von Aquin, modifizierte diese jedoch erheblich.
Erkenntnis beginnt, wie bei Aristoteles und Thomas, mit der sinnlichen Wahrnehmung der Gegenstände. Daneben war für Scotus auch der immaterielle Verstand (intellectus) eine eigenständige Teilursache des Erkenntnisvermögens. Beide wirken zusammen wie Vater und Mutter bei der Zeugung des Kindes. Jedoch erkennt der Mensch nach Scotus nicht nur den Gegenstand als solchen, sondern er erfasst auch das, was darin wesenhaft enthalten ist. Der Verstand beschränkt sich nicht auf rein materielle Gegebenheiten, sondern sucht nach den über Materie und Form, Akt und Potenz hinausgehenden Prinzipien. Erkenntnis ist damit nicht beschränkt auf die Übereinstimmung von Gegenstand und Gedachtem (adaequatio rei et intellectus). Eine Reduktion auf das rein Materielle ist nicht möglich.
Auf diesem Hintergrund unterschied Scotus zwei grundsätzliche Erkenntnisweisen: die abstraktive Erkenntnis als Prozess, in dem aus dem wahrgenommenen Gegenstand ein Begriff des Gegenstandes im Intellekt entsteht, und die intuitive Erkenntnis, die durch gesamtheitliche, holistische Erfassung eines Sachverhaltes über das rein Sagbare hinausgeht. Diese Art der Erkenntnis hat Elemente der Wesensschau, wie sie viel später von Husserl in der Phänomenologie entwickelt wurde und in Heideggers Begriff des „In-der-Welt-Seins“ wiederkehrt.

#### Abstraktive Erkenntnis

Schema zur Abstraktiven Erkenntnis

Am Anfang des Erkenntnisprozesses steht ein einfacher Erkenntnisakt, in welchem ein Gegenstand auf die Sinne einwirkt, so dass im Verstand ein Bild (phantasma) erzeugt wird. Dieses wird von der Vorstellungskraft (virtus phantastica) im Verstand repräsentiert. Die Erkenntnis ist noch konfus. Durch die unabhängige, aktive Tätigkeit des Verstandes (intellectus agens) wird dann das Universelle (natura communis) im Abbild bestimmt. Das heißt, das im Bild enthaltene Allgemeine wird von den speziellen und stofflichen Bedingungen des individuellen Gegenstandes abstrahiert. Es entsteht die deutlich abgegrenzte (distinktive) Erkenntnis, die den Gegenstand begrifflich in allen seinen Momenten erfasst. Scotus nannte sie die „species intelligibilis“. Es ist die begriffliche Beschreibung eines einfachen oder auch zusammengesetzten Gegenstandes einschließlich der Bedeutung des Wahrgenommenen.
So erfasst man eine Blume in ihrer Körperlichkeit, ihrer Ausgedehntheit, mit ihrem Duft, die Blüte, das Weiße der Blüte, den Stängel und auch ihre Symbolik als Frühlingsboten oder Liebesgruß. Die Erkenntnis wird erst abgeschlossen, wenn die species intelligibilis vom passiven Verstand (intellectus possibilis) aufgenommen und im Gedächtnisvermögen verankert ist. Erst durch die (passive) Verinnerlichung wird ein Gegenstand für den Verstand begreifbar (intelligibel) und kann als Möglichkeit in der Vergegenwärtigung aufleuchten, das heißt wieder in das Bewusstsein gerufen werden.
Der Verstand war dabei für Scotus nicht zweigeteilt in intellectus agens und intellectus possibilis, sondern es handelt sich um zwei verschiedene Funktionen des einen Verstandes, die im Erkenntnisakt wirksam werden. Erkenntnis ohne einen Ursprung in der sinnlichen Wahrnehmung war für Scotus nicht möglich, da es eines phantasmas bedarf, um eine Vorstellung zu entwickeln. Der einmal gewonnene Begriff eines Gegenstandes kann jedoch durch einen anderen Begriff ersetzt werden, wie auch Vorstellungen durch Kombination verändert oder neu erzeugt werden können. Diese Auffassung zur abstraktiven Erkenntnis erinnert an die spätere Lehre Kants von den zwei Erkenntnisstämmen, auch wenn das konstruktivistische Element fehlt.

#### Intuitive Erkenntnis
Das Individuelle ist begrifflich nicht definierbar und nicht beweisbar. Jeder Begriff, den man von einem Gegenstand bildet, hat notwendig die Eigenschaft, dass er auch auf andere Gegenstände anwendbar ist. Selbst die detaillierteste Beschreibung einer Sache schließt nicht aus, dass mit ihr auch ein anderer Gegenstand erfasst werden kann. Das besondere Wesen eines Gegenstandes, seine individuelle Einheit, erkennt man nur durch eigene, unmittelbare Anschauung und nicht durch Beschreibung eines Dritten. Intuitive Erkenntnis ist vor allem auf der Gefühls- bzw. Wahrnehmungsebene angesiedelte, unmittelbare Grundlage zum Erkennen der Singularitäten (der Einzigartigkeiten), die im Individuum jeweils kontingent (als zufällige Eigenschaften angeordnet) sind. Kontingenz war für Scotus nicht eine Frage des Seins, sondern der nicht-notwendigen Verursachung, des Übergangs von der Möglichkeit zur Wirklichkeit aufgrund eines freien Willensaktes, das heißt, wenn etwas, das nur möglich ist, trotzdem existiert, muss es aus dem freien Willen eines Handelnden hervorgegangen sein. Dass Dinge zufällige Eigenschaften haben, ist eine Folge der Schöpfung. Das Singuläre wird schon aufgenommen, bevor der Verstand in der abstrahierten Erkenntnis das universelle im Gegenstand erfassen kann. Die begriffliche Beschreibung ist auf die Teile des Gegenstandes gerichtet und damit sekundär.
Intuitive Erkenntnis ist ein Vorgang der unmittelbaren Anschauung, die einerseits die sinnliche Präsenz des Wahrgenommenen enthält und andererseits das „hier und jetzt“ eines Gegenstandes im Verstand widerspiegelt. Insbesondere das Wissen um das Sein eines Gegenstandes zählt zu dieser Erkenntnisweise. Die intuitive Erkenntnis macht die Existenz eines Gegenstandes evident. Ohne intuitive Erkenntnis wüsste der Mensch nichts über sein Innenleben. Erst intuitive Erkenntnis ermöglicht Reflexion und Selbsterkenntnis.
Laut Scotus sind einige Methoden und Prozesse der Erkenntnis in ihrem Ursprung nicht zu beweisen (vgl. Evidenz). Hierzu zählt er:
- die Prinzipien der Logik, also die Sätze von der Identität, des Widerspruchs und vom Ausgeschlossenen Dritten;
- die Gegenstände der unmittelbaren, im Einzelfall gegebenen Erfahrung durch die Sinne;
- die Intentionalität des eigenen, empraktischen Handelns, z. B. der künstlerische Akt oder der Willensakt.

Dies ist eine Gedankenführung der Neuzeit, die im Mittelalter äußerst selten zu finden war.

#### Wissen
Intuitive Erkenntnis ist das gesamtheitliche Erfassen eines kontingenten Gegenstandes. Abstraktion löst hieraus das Bleibende und Allgemeine heraus. Sie ist Voraussetzung für das Entstehen von Wissen über die Gegenwärtigkeit des aktuellen Erkenntnisgegenstandes hinaus. Sie erfasst die Seinsweise des Objektes, auch wenn der in der abstraktiven Erkenntnis gebildete Begriff davon nicht seine Individualität umreißt: Der Baum ist z. B. nie identisch mit diesem Baum.
Scotus bestimmte Wissen wie Aristoteles als einen Habitus, d. h. eine Angewohnheit oder Haltung der Vernunft in Bezug auf einen Sachverhalt: Man weiß, was man durch eine Schlussfolgerung begründen kann. Die Begründung ist zur Disposition geworden, d. h. sie wird nicht ständig wiederholt, sondern als gegeben vorausgesetzt. Die Schlussweise erfolgt dabei aus einem Syllogismus, der entweder deduktiv oder induktiv sein kann.
Deduktive Schlüsse können das „Warum“ eines Sachverhaltes erklären (scientia propter quid). Dazu müssen dessen Ursachen bekannt sein. Die Ursachen der Ursachen beruhen auf Voraussetzungen, die ihrerseits deduktiv gewonnen wurden oder evident (unmittelbar einsichtig) sind. Insofern gehen alle Aussagen in einer deduktiven Wissenschaft auf einige wenige erste wahren Sätze zurück. Daher ist Deduktion nur innerhalb eines Systems von Axiomen, beispielsweise in der Mathematik oder in der Logik möglich. Deduktive Schlüsse über die Wirklichkeit könnte es nach Scotus nur geben, wenn der Verstand in seiner Erkenntnisleistung nicht begrenzt wäre. Dieses Ideal einer Wissenschaft bezeichnete er auch als „scientia in se“. Es ist die Wissenschaft schlechthin (scientia simpliciter).
Wenn nur die Wirkungen eines Sachverhalts bekannt sind, nicht jedoch seine Ursachen, dann ist nur ein induktiver Schluss möglich. Dieser erklärt das „Dass“ einer Sache (scienta quia).
Da der Mensch endlich und begrenzt und auf die sinnliche Erfahrung angewiesen ist, kann er in der empirischen Wissenschaft keine deduktiven Erkenntnisse erlangen. Seine Schlussfolgerungen sind vielmehr induktiv gewonnen. Diese Form der Feststellung von Tatsachen a posteriori ist bestimmt durch die begrenzte Erkenntnisfähigkeit des Menschen und damit eine „doctrina nobis“ (Lehre durch uns), also eine auch von der Subjektivität abhängige Wissenschaft.
Damit bezweifelte Scotus nicht, dass der Mensch sicheres Wissen und damit Wahrheit erreichen kann. Sein Hinweis auf die Abhängigkeit allen Wissens von sinnlicher Wahrnehmung und den Grenzen des Verstandes wandte sich besonders gegen die Lehren Heinrich von Gents und Gottfried von Fontaines über die göttliche Erleuchtung des Wissens (Illuminationslehre). Dieser Glaube war für ihn nicht beweisbar, sondern nur auf die Offenbarung oder die Annahme der Lehren der Bibel und der Kirche zurückzuführen.
Auf der Ebene der Vernunft gibt es nach Scotus rationale Argumente für sicheres Wissen und gegen die Skeptiker, weil es Dinge gibt, die unmittelbar einsichtig (evident) sind:
- Die Vernunft kann erste Prinzipien bestimmen. Von diesen können gültige Syllogismen ausgehen, so dass man Wahrheit erhält.
- Gemäß der Erfahrung besteht Sicherheit über eine Vielzahl kausaler Urteile.
- Es gibt unmittelbar gültige Einsichten als Grundlage des Handelns.
- Es gibt sichere Aussagen über gegenwärtige Wahrnehmung.
- Innere Akte sind aufgrund ihrer Unmittelbarkeit und Gegenwärtigkeit durch intuitive Erkenntnis per se evident.

Man kann Scotus’ Auffassung über sicheres Wissen als eine Evidenztheorie der Wahrheit bezeichnen, wie sie noch Edmund Husserl vertreten hat. Eine solche Theorie wurde im logischen Positivismus im Falle von Wahrnehmungsurteilen akzeptiert. Sie wird in der heutigen erkenntnistheoretischen Debatte jedoch überwiegend als logisch unhaltbar eingestuft, weil die als evident angenommenen Axiome dem unendlichen Regress nicht entgehen: Jede als erstes Prinzip aufgefasste Aussage kann noch einmal daraufhin hinterfragt werden, ob sie denn wahr ist. Deduktiv gewonnene Erkenntnis kann also nur innerhalb eines Systems von Axiomen als gültig ausgewiesen und nicht als allgemeingültig bewiesen werden.

### Metaphysik

#### Gegenstand der Metaphysik
Bei Aristoteles behandelte die Erste Philosophie u. a. die Frage, was der Mensch als Erstes zu erfassen vermag bzw. was aller Erkenntnis – als Erstes – voraus geht. Was ist jenseits aller Physik gültig? Scotus interpretierte den Begriff der Metaphysik etymologisch durch das für die eigentliche Bedeutung des Begriffs ungewöhnliche Aufspalten in „Meta“ (jenseits) und „Ycos“ (Wissenschaft – aus dem Frühgriechischen) und kam so nicht nur zu der Frage, was die erste Ursache ist, sondern auch dazu, nach den Grenzen des Erkennbaren zu fragen.
Insbesondere in der Aristoteles-Interpretation von Averroes wurde Metaphysik mit Theologie gleichgesetzt, die das erste göttliche Seiende zum Gegenstand hat, Gott also zum Erkenntnisobjekt macht. Eine Offenbarungstheologie würde so – mindestens großteils – überflüssig. Gegen diese Lehre hatte sich schon Thomas deutlich gewandt. Für Scotus war es ein wesentliches Ziel zu zeigen, dass der Mensch aus der Vernunft heraus zwar erkennen kann, dass es Gott gibt, aber keineswegs in der Lage ist, etwas über das Sosein Gottes, seine Eigenschaften oder seinen Willen auszusagen. Hierzu ist der Mensch nach Scotus’ Lehre auf die Offenbarung angewiesen.
Die Metaphysik als höchste Wissenschaft (maxima scientia) befasst sich einerseits mit dem, was in höchstem Maße möglich ist zu wissen (maxime scibilia), andererseits mit den Prinzipien und Ursachen, die mit größter Sicherheit (certissime scibilia) erkennbar sind.
Als höchsten Sachverhalt bezeichnete Scotus die Gegenstände, die über die Wissenschaft hinausgehen (scientia transcedens) und gab so dem Begriff des Transzendentalen eine erkenntnistheoretische Bedeutung. Das Transzendentale ist von höchster Allgemeinheit und auf nichts anderes mehr zurückführbar. Dies ist der Gegenstand der Metaphysik, die sich von den Einzelwissenschaften dadurch unterscheidet, dass sie sich mit unbegrenzten Inhalten befasst. Der Gegenstand der Einzelwissenschaften ist hingegen auf bestimmte Erkenntnisinhalte beschränkt, wie z. B. die Physik die Bewegung (ens mobile) oder die Mathematik das Abzählbare (ens quantum) erforschen. Transzendentale Prädikationen (Satzaussagen) sind transkategorial, das heißt auf einer Ebene vor den aristotelischen Kategorien, weil letztere sich immer auf konkrete Gegenstände (Distinktes) beziehen, in denen Substanz und Akzidens (das Zufällige bzw. eine nicht notwendige Eigenschaft) unterschieden sind.

#### Das höchste Seiende
Das höchste abstrakt Erkennbare war für Scotus das Seiende als Seiendes (ens inquantum ens), das allen Dingen zukommt. Erkenntnis ist die begriffliche Bestimmung des Wesensgehaltes eines Gegenstandes (cognitio distincta) aus einem konfusen Bild heraus. Erkenntnis ist aber nicht nur bestimmt durch das Erkennbare, sondern auch durch die Erkenntnisfähigkeit des Menschen. Am Anfang steht die sinnliche Erkenntnis des Einzelnen, die mit seinen Merkmalen im Verstand unterschieden wird. Umfang (extensio) und Inhalt (intensio) eines Begriffes vom Gegenstand gibt es zunächst noch nicht. Erst durch die Unterscheidung der Wesensmerkmale, die Distinktion, entsteht der Begriff. Das Erste in der distinktiven Erkenntnis ist aber das Seiende als Seiendes, das in allen Wesensbegriffen enthalten ist. Es ist der Begriff, mit dem über einen Gegenstand gesprochen wird, ohne dass er irgendeine Bestimmtheit enthält. Bedingung der Erkenntnis ist, dass das Erkannte der Einsicht (intellectio) adäquat ist. Dies ist wiederum das Seiende als solches, weil Nichtseiendes nicht erkannt werden kann. Das Seiende als Seiendes ist in sich widerspruchsfrei und beinhaltet auch die Möglichkeit zu sein. Damit ist es als Erkennbares kontingent. Scotus entwickelte nicht wie Thomas eine metaphysische Ordnung der Dinge (ordo rerum), sondern fasste das Seiende erkenntnistheoretisch als das Transzendentale auf. Kontingenz entsteht nicht als Eigenursache aus den Dingen selbst. Das Kontingente kann es nur geben, weil es Gottes Willen als Erstursache gibt. Alle Zweitursachen sind hierdurch bestimmt. Hier entwickelte sich bei Scotus die ontologische Auffassung über die Möglichkeit, wie sie später bei Descartes oder Leibniz und in der Modallogik wiederzufinden ist.
Er wandte sich gegen die begriffliche Analogie des Seinsbegriffs (Analogia entis), wie sie Thomas lehrte, in der Gott mit Begriffen wie Schöpfer oder Allmächtiger beschrieben wird. Solche Begriffe hätten höchstens den Charakter von Metaphern: sie sind nicht univok, sondern äquivok (mehrdeutig), weil es zwischen dem Schöpfer und dem Geschöpf eine Distinktion gibt. Der Begriff Strauß kann sich auf die Blumen, aber auch auf den Vogel beziehen. Ebenfalls nicht eindeutig sind Begriffe, die eine Relation kennzeichnen, wie sich im folgenden (falschen) Syllogismus zeigt:
- Alles Seiende ist geschaffen.
- Gott ist Seiendes. (Genau genommen ist Gott tatsächlich aber wie das Sein in seinen Eigenschaften nicht vorstellbar.)
- Also ist Gott geschaffen.

Univok ist ein Begriff, wenn er den Widerspruch und den Trugschluss ausschließt und in einem Syllogismus als eindeutiges Mittelglied fungieren kann. Solche Begriffe sind konsistent (widerspruchsfrei) und haben logisch eine eindeutige Bedeutung. Diese Anforderung an einen Begriff ist die idealsprachliche Bedeutung, wie sie in der Moderne bei Frege, Russell, Carnap bis hin zu Quine zu finden ist. Solche transzendentalen Begriffe, die univok vom Seienden gesagt werden können, sind die mit dem Seienden austauschbaren Begriffe (extensional identisch) wie das Eine, das Wahre oder das Gute (passiones convertibiles). Univok in diesem Sinne sind auch die disjunktiven (einander ausschließenden) Bestimmungen (passiones disjunctae) endlich und unendlich sowie kontingent und notwendig in dem Sinne, dass jedes Seiende entweder das eine oder das andere ist.

#### Natürliche Theologie
Die Hauptfrage der Natürlichen Theologie lautet: Kann der Mensch die Existenz Gottes aus der Vernunft ohne Offenbarung begründen? Da Gott ein rein unkörperlich Seiendes ist, kann er nach Auffassung von Scotus im Wege der gewöhnlichen Erkenntnis nicht erfasst werden und damit auch nicht Gegenstand der Metaphysik sein. Diese muss sich auf die Betrachtung des Seienden als Seiendem beschränken. Dennoch war für Scotus ein Nachweis Gottes durch die Vernunft möglich. Allerdings nicht deduktiv durch ein Argument „propter quid“, d. h. eine Begründung mit einem Schluss von der Regel auf den Sachverhalt, sondern nur durch ein Argument „propter quia“, d. h. durch einen induktiven Schluss von der Wirkung auf die Ursache.
Um Gott mit einem Begriff zu fassen, muss ein solcher Begriff die Unbegrenztheit Gottes ausdrücken (perfectiones simpliciter). Dies aber leisten gerade die univoken Begriffe. Während Thomas alle Begriffe als Teil der Schöpfung ansah, also Aussagen über Gott als Analogien betrachtete, fragte Scotus, woher denn die Analogien bzw. der Begriff der Analogie ihren Ursprung haben. Sein Einwand lautete, dass ohne die Ursprünglichkeit der univoken Begriffe alles nur in Relationen aussagbar und damit auch eine Aussage über Gott ohne Sinn sei. Eindeutige Begriffe könnten aber Gott nicht beschreiben. Dies wäre nämlich eine Einschränkung, die auch Gott zu einem eingeschränkten Seienden machen würde, denn er wäre unterscheidbar von anderem Seienden. Im Umkehrschluss zeigt die Univozität der Begriffe die Existenz Gottes, ohne etwas über sein Wesen inhaltlich auszusagen.
Die Eigenschaften Gottes können nach der Lehre Scotus’ nicht durch Sprache beschrieben werden. Wie kann man sich aber dennoch vorstellen, dass Gott unendlich ist? Unendlichkeit bedeutet Unbegrenztheit. „Gott ist nämlich ein Meer unendlicher und folglich ununterschiedener Substanz.“ Man kann Gott nicht als Differenz zu etwas anderem aussagen. Scotus entwickelte seine Vorstellung von der Unendlichkeit Gottes ausgehend von der Bestimmung einer unendlichen Menge bei Aristoteles, indem man einer gedachten Menge zu jeder Zeit ein weiteres Element hinzufügen kann. Diese Bestimmung ist quantitativ, und die Unendlichkeit ist potentiell. Da man Gott aber nicht quantitativ auffassen kann, muss man sich das Göttliche qualitativ vorstellen als ein Seiendes, das alle denkbaren Qualitäten in sich birgt. Diese Unendlichkeit ist zudem nicht potentiell, sondern jederzeit wirksam, also aktuell. Sie ist das Sein an bzw. aus sich (ens a se), das man nicht durch irgendwelche akzidentiellen (nicht notwendigen) Eigenschaften ergänzen kann.
Gott ist unbegrenzt, auch in seiner Erkenntnisfähigkeit und seinem Willen. Daher kann es Dinge geben, die er zwar erkannte, aber während der Schöpfung in gewisser Weise nicht wollte. Entsprechend ist die Schöpfung als Ergebnis von Gottes freiem und autonomen Willen nicht notwendig, sondern eine mögliche Wirklichkeit. Die Realität wird damit zu einer möglichen Welt – ein Gedanke, der von Leibniz ausgearbeitet bis in die Philosophie der Gegenwart (Carnap, Kripke, Kuhn) reicht. Wenn Gott es will, kann er die Dinge mit seiner Allmacht (potentia absoluta) ändern und eine andere Wirklichkeit schaffen. Daraus folgt aber auch, dass außerhalb Gottes alles gut ist, weil er es gewollt und geschaffen hat. Es gibt also nichts Gutes außer Gott, das heißt Gott wird nicht durch irgendwelche Normen bestimmt. Das einzige Gesetz, dem er ‚unterliegt‘, ist das Gesetz vom Widerspruch, weil er nicht zugleich etwas wollen und nicht wollen ‚kann‘. Erkennen kann der endliche Mensch diese Allmacht Gottes aus Sicht Scotus’ nicht, sondern nur als theologischen Glaubensartikel annehmen, auch wenn sie vernünftig und sinnvoll (evident) zu sein scheint.

#### Universalien, Artnatur und Individuum
Thomas von Aquin lehrte mit Aristoteles, dass das Individuelle sich aus einer spezifischen substanziellen Form ergibt, die ihre Form durch die Materie erhält. Das Individuelle ist damit ein Spezialfall des Allgemeinen, das Akzidens der substanziellen Form. Scotus hob hiergegen die Frage auf die erkenntniskritische (sprachkritische) Ebene und wandte ein, dass Begriffe jeweils nur etwas Allgemeines bezeichnen. Die Singularität könne durch einen Begriff nicht erfasst werden. Das, was ein Individuum konstituiert, kann durch Sprache nicht ausgedrückt werden, so sehr man sich auch bemüht, durch Differenzierungen und Untergliederungen dem Individuellen nahezukommen.
Scotus war davon überzeugt, dass es Allgemeines oder Universalien gibt und war damit Universalienrealist wie Aristoteles und Thomas. Doch wie entsteht die Realität des Allgemeinen? Es gibt Materie und Form. Doch jedes für sich kann nicht Ursache des Individuellen sein. Ebenso kann man das Individuelle nicht durch eine Negation des Allgemeinen bestimmen. Das Individuelle ist etwas Positives, Eigenständiges in der Natur, das gesondert neben der species steht. Mehr noch, der einzelne Gegenstand ist die letzte vollendete Wirklichkeit eines Seienden.

Schema zur Lehre von Natura Communis und Universalien

Indem er den individuellen Menschen (das Einzelding) und das Menschsein (seine Artnatur) als zwei formal verschiedene Gegenstände auffasste, die in der Natur noch vor der Wahrnehmung enthalten sind, schuf Scotus den Begriff der distinctio formalis. Schon Avicenna hatte zwischen dem Individuum und seinem Wesen unterschieden, die Vorstellung vom Wesen aber an die Erkenntnis in der Seele gebunden. Für Scotus hingegen gab es bereits im wahren Sein außerhalb der Seele eine Gemeinsamkeit zwischen den verschiedenen Individualitäten, die nicht von den ‚Operationen‘ des Intellekts abhängen. Das Menschsein beispielsweise gehört zu Sokrates unabhängig davon, wie er erkannt wird. Die Wahrnehmung richtet sich auf das Einzelding. Dieses enthält bereits die Artnatur (natura communis) als reales Fundament der Abstraktion von Allgemeinbegriffen (fundamentum in re).
Erst im Intellekt wird die natura communis durch Reflexion zu Universalien umgewandelt, indem das Allgemeine aus mehreren Akten der Sinneswahrnehmung gebildet wird. Der tätige abstraktive Intellekt bildet dabei spontan Begriffe aufgrund der Gelegenheit (Okkasion) der Wahrnehmung, auch wenn die Wahrnehmung falsch ist oder wenn ein Ding in der Wahrnehmung erstmals auftaucht. Der Übergang von der erfassenden Empfindung zur Erkenntnis findet dadurch statt, dass der Intellekt die Wahrheit des Verhältnisses zweier Individuen erfasst, die beide vereint. Universalien sind einerseits konzeptualistisch (nur im Intellekt), weil sie Begriffe auf mehrere Dinge beziehen, z. B. Mensch. Sie sind andererseits realistisch (in re), wenn es sich um Allgemeinbegriffe handelt, die sozusagen absolut gelten, die also nicht auf etwas Einzelnes beziehbar sind, z. B. Menschheit.
Die Artnatur ist vor den Dingen, weil sie von Gott geschaffen ist. Sie ist in den Dingen als formaler Rahmen der Dinge. Das Individuum in seiner Diesheit (haecceitas) ist das Vollkommenere, weil es vom Begriff, vom Allgemeinen nicht in seiner Ganzheit, sondern nur durch die Anschauung in der intuitiven Erkenntnis erfasst werden kann. Universalien sind die reflektierte Abbildung der natura communis und damit Realitäten zweiten Grades ohne körperliche Existenz. Der Mensch erkennt das Allgemeine (qua natura communis) durch die abstraktive Erkenntnis, zu der er durch den Sündenfall gekommen ist, indem er die entsprechenden Begriffe für Arten und Gattungen (Universalien) bildet. Allerdings sind solche Begriffe, die reale Begriffe (z. B. Pflanzen und Säugetiere) miteinander vergleichen wie beispielsweise die fünf Prädikabilien des Porphyrios (Gattung, Art, spezifische Differenz, Proprium (wesentliches Merkmal) und Akzidenz (unwesentliches Merkmal)) keine Realitäten. Solche logischen Begriffe zweiter Ordnung sind vollkommen allgemein (complete universale) und daher nur im Verstand (nominalistisch). Scotus’ differenzierte Position im Universalienstreit kann als konzeptualistischer Kompromiss angesehen werden, der den Weg zu Ockhams Nominalismus vorbereitete. Dominik Perler spricht von einem „moderaten oder immanenten Realismus“.
Scotus selbst schloss die Möglichkeit eines reinen Nominalismus, wie ihn später Ockham lehrte, entschieden aus und lieferte eine Reihe von Argumenten dagegen. Die Grundthese des Nominalismus lautet, dass alle Begriffe Namen für Gegenstände (Substanzen) und Eigenschaften (Qualitäten) sind. Dies ist nur möglich, wenn die ontologische Grundannahme stimmt, dass alles Seiende voneinander unterschieden werden kann. Jede Substanz besteht aus einer individuellen Materie und individueller Form. Alle Entitäten, die es gibt, haben eine Differenz zueinander und sind damit numerisch unterscheidbar. Allgemeines entsteht nur im Verstand durch die Bildung von Begriffen mit entsprechender Bedeutung.
Vor allem wehrte sich Scotus gegen die Auffassung, dass es keine andere denkbare Einheit als den einzelnen Gegenstand und keine anderen Unterschiede als einen numerischen Unterschied gebe. Die Grundthesen des Nominalismus stehen im unmittelbaren Gegensatz zu seiner Auffassung über die intuitive Erkenntnis und gegen sein Verständnis der natura communis.
Seine Hauptthesen hierzu lauten:
- Wenn alles nur numerisch unterschieden wäre, wie kann man dann zwei weiße Entitäten von zwei anderen unterscheiden, von denen eine weiß und eine schwarz ist? Ohne die Artnatur ist dies nicht möglich. (Warum sind zwei weiße Schwäne ebenso zwei Schwäne wie ein weißer und ein schwarzer Schwan? Nach Scotus: weil sie die Artnatur des „Schwanseins“ haben.)
- Wenn es die numerische Unterscheidbarkeit für alle Gegenstände gäbe, hätten alle diese Gegenstände teil an dem Phänomen der Unterscheidbarkeit. Das Phänomen der Teilhabe aller Elemente ist aber ein Widerspruch zur numerischen Unterscheidbarkeit.
- Das Einzelne ist unsagbar (individuum ineffabile), weil jeder Begriff bereits Allgemeinheit umfasst. Das Einzelne ist sogar stumm, weil der Begriff nicht in der realen Welt entsteht, sondern im Intellekt. Die Gegenstände sind, was sie sind, – ohne logos.
- Die Einheit der Gattung ist keine numerische Einheit, wie schon Aristoteles betonte. Wenn alles nur numerisch unterschieden wäre, könnte man keine realen Ähnlichkeiten oder Gegensätze zwischen den Einzeldingen feststellen.

#### Leib und Seele
Materie ist die Grundlage allen sinnlich wahrnehmbaren Seins. Aus der Materie entsteht etwas Individuelles, die Substanz. Substanzen sind vergänglich und können sich in Eigenschaften (Akzidenzien) während ihres Bestehens verändern. Die individuelle Bestimmung der Substanz ergibt sich aus ihrer Form. Ausgehend von dieser aristotelischen Lehre entwickelte Scotus zur Bestimmung des Wesens der Seele einen eigenständigen Begriff von Materie und Form. Seine Hauptaussagen hierzu waren (vgl. SEP 3.2):
- Es gibt Materie ohne Form. Hierbei bezog er sich auf den Begriff der ersten Materie (prima materia). Ein derartiger Begriff zur Bezeichnung eines völlig unbestimmten Ausgangsmaterials findet sich bei Aristoteles. Dieser aber gebraucht ihn vermutlich nur in einem Gedankenexperiment mit dem Ergebnis, dass Derartiges nicht existieren könne. Auch Thomas hatte die Existenz einer solchen ersten Materie abgelehnt, die reine Möglichkeit (Potentialität) sei. Scotus dagegen hielt Materie ohne Form für den Ausgangspunkt aller Veränderung von Substanz.

- Es gibt keinen Hylemorphismus, zumindest nicht in der extremen Form, nach der alles Geschaffene aus Materie und Form besteht. Die älteren Franziskaner wie Bonaventura waren der Auffassung, dass Engel als rein geistige Wesen dennoch eine Art geistige Materie haben müssen, weil Materie Möglichkeit ist und Engel sonst nicht existieren könnten. Scotus hielt die Gleichsetzung von Materie und Möglichkeit für falsch und vertrat die Möglichkeit der Existenz von Engeln auch ohne Materie.

- Eine Substanz kann mehrere Formen haben. Für viele Denker des Mittelalters – so auch Thomas – war die Seele die einzige, das Individuelle des Menschen ausmachende, Form des Leibes. Nach dem Tod, wenn die Seele den Körper verlassen hatte, war für sie der Körper nicht mehr die gleiche Substanz wie vor dem Tod. Scotus vertrat hingegen die Auffassung, dass der Körper vor und nach dem Tod dieselbe Substanz mit einer eigenständigen Form ist. Ebenso sei die Seele eine eigenständige Form, die den Körper belebt und im Tod als etwas Selbständiges den Körper verlässt. Dabei entziehe sich allerdings die Frage der Unsterblichkeit der Seele dem menschlichen Erkenntnisvermögen, so dass man in dieser Frage auf den Glauben angewiesen sei.

Auch mit seiner Lehre zum Leib-Seele-Problem hat Scotus einen Schritt zur Trennung von philosophischer Erkenntnis und theologischem Glauben getan.

### Ethik

#### Der freie Wille
Während für Thomas in Anlehnung an Aristoteles der Wille das intellektuelle Streben nach der Vervollkommnung der menschlichen Natur war, entwickelte Scotus eine deutlich davon abweichende Vorstellung eines vom Intellekt unabhängigen Willens. Wie bei der Erkenntnis lehrte er das Konzept von zwei Teilursachen, hier für das menschliche Handeln, den Intellekt und den Willen. Dass der Wille frei ist, sei keine logische Wahrheit, sondern eine innerliche unmittelbare Erfahrung des Menschen. Der Willensakt ist damit nicht notwendig, sondern möglich bzw. zufällig (kontingent).
Mit der Unterscheidung des menschlichen Willens in eine Neigung zur Gerechtigkeit (affectio iustitiae) und eine Neigung zum Angenehmen (affectio commodi) lehnte Scotus sich an die Lehre des Anselm von Canterbury an. Aus diesen beiden unterschiedlichen Neigungen resultierte für Scotus die Vorstellung der Freiheit, denn das Angenehme und die Gerechtigkeit können ein unterschiedliches Handeln fordern, so dass der Mensch sich entscheiden muss. Ein unfreier Wille würde nur nach dem Angenehmen streben. Die Neigung zum Angenehmen strebt nach dem höchsten Glück, die Neigung zur Gerechtigkeit nach dem absoluten Guten. Da aber das höchste Glück nur für eine endliche, irdische Person ein gültiger Maßstab ist, während das absolut Gute unbegrenzt Gültigkeit hat, ist die Neigung zur Gerechtigkeit höherwertig. Wer nur der Neigung zum Angenehmen folgt und dabei die Gebote der Neigung zur Gerechtigkeit verletzt, sündigt. Daher ist es Aufgabe des Willens, mit Hilfe der Vernunft, die Widersprüche der beiden Neigungen zu erkennen und die Neigung zum Angenehmen zu zügeln. Nur Handlungen aus Neigungen zur Gerechtigkeit, zum unendlich Guten, und damit zu Gott können verdienstvoll sein.

#### Rationalität
Auch wenn die Handlungen durch den freien Willen kontingent sind, sind sie nicht irrational. Der Wille allein ist ein blindes Vermögen. Sinnvolle Urteile fällen und Entscheidungen treffen kann nur derjenige, der sich der Vernunft bedient. Der Wille richtet sich auf einen Gegenstand, doch bedarf er zu dessen Erkenntnis des Intellektes. Der Intellekt seinerseits kann nur die Befindlichkeit des Gegenstandes aufzeigen. Er ist in diesem Vorgang passiv und kann dem Willen nichts vorschreiben. Der aktive Wille ist autonom und fällt seine Entscheidung unabhängig vom Intellekt. Ursache des Handelns ist demnach der Wille. Damit liegt die Verantwortung für das Handeln allein beim Menschen.

#### Das höchste Gute
Gott ist zu lieben (deus est diligendus). Dieses fundamentale Prinzip ist für Scotus selbstevidente (nota per se) Grundlage aller Moral, die keiner besonderen Begründung bedarf. Alle moralischen Handlungen haben sich danach zu richten. Welche Handlungen aus diesem Prinzip folgen sollen, muss mit Hilfe der rechten Vernunft (ratio recta), über die jeder verfügt, festgestellt werden. Die Rationalität beschreibt das moralisch Gute und der Wille, der an sich frei ist, muss das als moralisch richtig Erkannte ausführen, wenn er dem Gebot der Liebe folgen will.
Als uneingeschränkt gültige moralische Aussagen betrachtete Scotus analytisch wahre Aussagen (ex terminis). Dieses sind solche Sätze, deren Wahrheit nicht von einem göttlichen Willen abhängt. Als solche Aussagen sah Scotus die ersten drei der zehn Gebote an. Diese beziehen sich auf Gott selbst und stellen deshalb natürliches Recht dar. Das natürliche Gesetz kann so formuliert werden: Wenn Gott existiert, muss der Mensch Gott lieben, darf keinem anderen Ehre erweisen und Gott nicht leugnen.
Die übrigen Gebote betreffen das Verhältnis der Menschen untereinander und sind eine Festlegung nach Gottes Willen. Dies zeigt sich darin, dass er die Gebote auch anders hätte festlegen können. So kann man sich vorstellen, dass das Verbot des Tötens bzw. Mordens oder das des Ehebruchs unter Umständen aufgehoben werden könnte. Scotus diskutierte das am Beispiel des Gebotes Gottes, Isaak zu töten. Wenn Gott dieses will, so hat er hierzu aufgrund seiner absoluten Macht (potentia absoluta) die Möglichkeit. Er verstößt dabei nicht gegen eine bestehende Ordnung, sondern schafft eine neue Ordnung, in der das Gebot sinnvoll ist.
Der Mensch kann durch die Vernunft nicht erkennen, warum die Gebote so sind, wie sie sind. Denn Gottes Wille ist frei. Die Gebote sind insofern kontingent, jedoch nicht willkürlich, als Gott mit seiner geordneten Macht (potentia ordinata) eine in sich sinnvolle, geordnete Welt geschaffen hat. Die geschaffene Welt ist höchst vernünftig, so dass die Verhältnisse in der Welt mit den Fähigkeiten seiner Geschöpfe in Einklang stehen (valde consonant). In diesem Sinne muss der Mensch in seinen praktischen Überlegungen zwischen der allgemeinen Norm des Naturrechts (ordo naturalis) und der konkret gegebenen Situation (ordo particularis) abwägen. Im Sinne einer solchen Abwägung kann beispielsweise der Schutz des Eigentums aufgehoben, also das Gebot „Du sollst nicht stehlen“ relativiert werden.

„Es gibt Gebote außerhalb der genannten Prinzipien, die in der Weise begründet werden können, dass von ihnen gezeigt wird, dass sie in hohem Maße mit den genannten praktischen Prinzipien übereinstimmen, insofern sie von allen, die die Prinzipien kennen, als vernünftig, gut und allgemeinverbindlich betrachtet werden, ohne doch aus den Prinzipien als Prämissen deduktiv abgeleitet werden zu können, und die deshalb zum natürlichen Gesetz gezählt werden, auch wenn sie im eigentlichen Sinn nicht natürliches Gesetz sind, weil sie aus ihm nicht (einfach) folgen, sondern kraft positiven Rechts gelten.“

Frei übertragen bedeutet dies im Sinne des Überlegungsgleichgewichts nach John Rawls, dass Lücken oder Widersprüche aufgrund gegebener Verhältnisse in den natürlichen Gesetzen (Gottes Geboten) durch sinngemäße Ersatzregelungen kompensiert werden müssen, auch wenn diese einen Gesetzesverstoß darzustellen scheinen.
Gerade weil der Mensch mit Vernunft ausgestattet ist, kann er die richtigen moralischen Werte erkennen. Der franziskanischen Tradition folgend, unterschied Scotus wie schon Alexander von Hales Gebrauchsgüter (bonum utile) wie z. B. das Geld, die sowohl positiv als auch negativ eingesetzt werden können, von Wertegütern (bonum honestum) wie z. B. der gute Ruf oder die persönliche Unversehrtheit. Wie später Kant forderte Scotus, dass solche Werte nicht als Mittel eingesetzt werden dürfen.
Als Ergebnis vernünftiger Überlegungen entwickelte Scotus eine stufenweise Ordnung, die als Hierarchie zur Erreichung der moralischen Vollkommenheit anzusehen ist:
| Art der Handlung              | Wertmaßstab         | Beurteilung         | Beispiel                          |
| ----------------------------- | ------------------- | ------------------- | --------------------------------- |
| bloßes Handeln                | Fähigkeit           | Lob und Tadel       | Wahrheit sagen                    |
| Vielheit/tugendhaftes Handeln | Habitus/Disposition | moralische Weisheit | Ehrlichkeit                       |
| Caritas                       | Liebe               | liebende Absicht    | Art die Wahrheit zu sagen         |
| vollkommene Gutheit           | Gottgefälligkeit    | Verdienst           | Wahrheit auch zum eigenen Schaden |

Aristoteles und mit ihm Thomas hatten ein eudämonisches Verständnis von Ethik, weil in ihrer Vorstellung die affectio iustitiae fehlte und allein das höchste Glück als Maßstab des absolut Guten diente. Moralisch richtiges Handeln umfasste für Scotus hingegen die Pflicht, der recta ratio zu folgen. Er ging sogar so weit, dass eine Handlung nicht gut sei, wenn man dem als richtig angesehenen Urteil nicht folgt, selbst wenn das Ergebnis als gut bewertet wird. Auch hier findet sich bei Kant in der Pflichtethik eine ähnliche Auffassung.

#### Tugend und moralische Klugheit
Bei Aristoteles und bei Thomas war der Besitz der Tugend Voraussetzung zur Erreichung des höchsten Glücks. Für Scotus hingegen besaßen die Tugenden, ähnlich wie in der Tugendethik Kants, nur eine unterstützende Funktion. Die rational begründete Entscheidung des autonomen Willens kann auch ohne Tugend getroffen werden. Selbst ein im Grunde böser Mensch hat immer die Möglichkeit, sich im konkreten Einzelfall für das moralisch Gute zu entscheiden. Tugenden sind auch der Liebe als dem höchsten moralischen Gebot unterzuordnen. Tugenden werden eingeübt, sind wichtig für das praktische Leben, begründen moralische Werte aber nicht. Moralische Weisheit drückt sich vor allem in der Gründlichkeit der rationalen Abwägung aus. Von den Kardinaltugenden ist nur die Klugheit von besonderer Bedeutung, während Gerechtigkeit, Tapferkeit und Besonnenheit kein so hohes Gewicht zukommt. Klugheit ist die Fähigkeit des Intellektes, die für eine Handlung richtige und angemessene Form zu beurteilen.
Klugheit spielt ebenso eine wichtige Rolle, wenn theoretische Prinzipien und die praktische Lebenssituation aufeinanderstoßen, wie im Falle von Wertkonflikten. Dies kann man wieder am Beispiel der Wahrheit verdeutlichen. Das Prinzip der Ehrlichkeit wird im Wege der abstraktiven Erkenntnis zu einem moralischen Gebot. Aber wie schonungslos informiert der Arzt einen Todkranken über seine Krankheit? Muss man die Wahrheit sagen, wenn man weiß, dass man jemanden bloßstellt, ohne jemandem anderen zu nutzen? Drastisch ist das von Kant konstruierte Beispiel, in dem ein Mörder sein Opfer sucht und nach dessen Aufenthalt fragt, den man kennt und auch von der Mordabsicht weiß. Scotus hätte die Lösung Kants, wonach die Wahrheit auch in diesem Fall die einzige richtige Lösung ist, nicht akzeptiert.
Er unterschied grundsätzlich als Entscheidungsmöglichkeit für den freien Willen das positive Wollen (velle), die Ablehnung (nolle) sowie die Unterlassung (non velle). Nach den Handlungsmöglichkeiten in Bezug auf die Ehrlichkeit bedeutet dies, die Wahrheit zu sagen, zu lügen oder zu schweigen. Die Klugheit gebietet, die Handlung aufgrund von Erfahrung und der konkret gegebenen Umstände. Dabei ist neben dem abstrakten auch das intuitive Urteilsvermögen in Rechnung zu stellen. Moralische Urteile müssen die kontingenten Situationen ganzheitlich erfassen. In diesem Sinne hat Scotus moralische Urteile auch mit ästhetischen Urteilen verglichen. Das Urteil hat dabei durchaus objektiven Charakter, da es eine rationale Beurteilung erfordert und auch die Forderung einschließt, das nach der rechten Vernunft als richtig Erkannte umzusetzen.

### Theologische Themen
In der Rezeption des Duns Scotus steht die Philosophie im Vordergrund, wenn diese auch immer aus der Perspektive der theologischen Fragestellung zu sehen ist. Rein theologische Themen findet man fast ausschließlich in der Spezialliteratur. Eine wichtige Ursache ist, dass es von Scotus auch zur Theologie keine geschlossene Lehre, sondern nur Stellungnahmen zu einzelnen Aspekten gibt.

#### Unbefleckte Empfängnis
Die im Mittelalter neu aufkeimende Marienverehrung veranlasste Scotus, sich auch mit der Frage der unbefleckten Empfängnis Mariens eingehender auseinanderzusetzen. Die theologische Frage bestand darin, ob Maria bei der Empfängnis des Sohnes Gottes noch belastet von der Erbsünde gewesen sei, da die Befreiung von den Sünden erst durch den Erlösertod Christi bewirkt wurde. Scotus argumentierte hiergegen, dass Maria aufgrund der Erwählung durch Gott im Wege der Vorauserlösung (Praeredemptio) bereits bei ihrer Geburt von der Erbsünde befreit gewesen sei. Seine Beweisführung folgte einem Dreierschritt. Von Gott sagt Duns Scotus aus, er konnte es („potuit)“, es geziemte sich („decuit“), also hat er es gemacht („ergo fecit“). Diese Auffassung, deretwegen Scotus auch den Beinamen Doctor Marianus erhielt, führte in der Folgezeit immer wieder zu theologischen Auseinandersetzungen, vor allem mit den Dominikanern, die in dieser Lehre eine Herabstufung der Göttlichkeit Jesu sahen. Die Lehre von der unbefleckten Empfängnis wurde am 8. Dezember 1854 von Papst Pius IX. in der Bulle Ineffabilis Deus („Der unaussprechliche Gott“) zum Dogma erhoben.

#### Zwangstaufe der jüdischen und andersgläubigen Kinder
Ein Fürst hat laut Scotus das Recht, die Kinder der jüdischen und andersgläubigen Eltern wegzunehmen, um sie taufen zu lassen und sie christlich zu erziehen. Dabei soll der Fürst umsichtig handeln, damit die Kinder von ihren Eltern nicht deswegen umgebracht werden. Die Zwangstaufe ist in diesem Fall nur deshalb erlaubt, weil man nach Scotus hier dem höchsten Herrscher, das heißt Gott, folgt, der größeres Herrschaftsrecht über die Kinder als die Eltern hat. Wegen des Einflusses der andersgläubigen Eltern werden die Kinder innerlich vielleicht nicht ganz überzeugte Christen, aber in der dritten und vierten Generation wird es durchaus möglich sein.
Zum Einwand vom Römerbrief 9, 27: „der Rest von Israel wird sich am Ende bekehren“, meint Scotus, es genüge an einige wenige Juden, die sich am Ende bekehren sollen, ihr Gesetz halten zu lassen und sie auf einer Insel abzusondern. Es ist nicht nötig zu diesem Zweck (d. h. Bekehrung vom Rest Israel am Ende der Zeiten), vielen Juden weltweit ihr Gesetz einhalten zu lassen und sie dabei zu unterstützen.

#### Glaube
Scotus beschäftigte sich mit dem Unterschied zwischen offenbartem und erworbenem Glauben. Da Gottes Wille nicht durch Vernunft erkannt werden kann, müssen die Texte der Bibel und die Lehraussagen der christlichen Kirche angenommen werden. Erworbener Glaube entsteht durch die intensive Auseinandersetzung mit diesen Quellen, die dazu führt, dass man ohne Zweifel darauf vertraut, dass diese Quellen wahr sind. Die Glaubwürdigkeit der Kirche als Zeuge dieser Wahrheiten ergibt sich aus ihrer stabilitas (Beständigkeit, Festigkeit). Erworbener Glaube unterscheidet sich vom bloßen „Meinen“ durch die „Gewissheit“, d. h. durch den fehlenden Zweifel.
Scotus war davon überzeugt, dass es neben dem erworbenen auch einen offenbarten Glauben (fides infusa) gibt, der einen anderen Aspekt des Glaubensaktes darstellt, wobei – anders als in der Philosophie mit den verschiedenen Teilgebieten der Erkenntnis – der erworbene Glaube allein ausreicht, um die göttliche Wahrheit zu erfassen. Der offenbarte Glaube ist eine Ergänzung, die die Seele vervollkommnet und den Glaubensakt verstärkt.

„Wenn nämlich die ganze Zustimmung aus dem (eingegossenen) Glaubenshabitus kommt, dann erfolgt notwendig der Glaubensakt, sobald alles vorhanden ist, was zum Wesen des Glaubensaktes gehört. Nehmen wir einen Getauften an, dem die Sinnenbilder jener einfachen Begriffswörter ‚Tod’ und ‚Auferstehung’ einfallen. Ist seine Verstandesfähigkeit mit dem sich notwendig sich hinneigenden Habitus ausgestattet und der Glaubensgegenstand als Sinnenbild gegenwärtig, erfolgt mit Notwendigkeit der Akt, nämlich die Zustimmung zu dem Urteil: die Toten werden auferstehen. Dies aber ist falsch. Denn niemals wird er bei dieser Gegebenheit eher zustimmen als vorher, wenn er nicht über jenen Glaubensakt belehrt worden ist, dass er zu glauben sei. Also scheint der vom Hören erworbene Glaube zu genügen, und es erfährt auch einer nichts anderes in einer solchen Zustimmung.“

Glaubensirrtümer kann es sowohl beim erworbenen als auch beim Glauben aufgrund von Offenbarung geben, wenn sich das Glaubensobjekt falsch darstellt. Die Wahrheit des Objektes besteht unabhängig vom Habitus (von der angeeigneten Gewohnheit) des Glaubens. Der Wille verändert nichts am Inhalt des Glaubens. Er kann aber als Quelle der Sünde verhindern, dass der Mensch nach seinem Glauben handelt.

#### Absolute Prädestination
Gottes Sohn wäre nach Scotus auch dann Mensch geworden, wenn Adam nicht gesündigt hätte. Gott will, dass der Mensch ihn liebt. Das ist der Grund für die Inkarnation. Wäre die Vorherbestimmung (Prädestination) Christi abhängig von der Sünde Adams, hätte sich Gott abhängig von den Handlungen eines Menschen gemacht. Dies aber widerspricht der absoluten Willensfreiheit Gottes. Scotus steht mit dieser Auffassung in der Nachfolge zu Robert Grosseteste, aber im Gegensatz zu Thomas von Aquin, Bonaventura und der Mehrzahl der späteren Theologen.

#### Taufe
Eine der ersten vollständigen Definitionen für die Sakramente stammt von Scotus. Diese sind sinnlich wahrnehmbare Geschehen, Wirklichkeiten oder Riten, die von Christus eingesetzt wurden, um die von ihm verdienten Heilsgnaden zu bezeichnen, zu erhalten und sie den Menschen durch Menschen im Pilgerstand, im Vollzug des Sakraments durch Spender und Empfänger zu vermitteln.
Während nach Thomas die sakramentale Handlung des Taufens als Instrument ursächlich die Gnade Gottes vermittelt, war Scotus der Auffassung, dass dieser Akt der Taufe nur Anlass dafür ist, dass Gott aufgrund entsprechender Anordnung (institutio divina) seine Gnade mitteilt. Die Einsetzung der Taufe erfolgte nach Scotus nicht mit der Taufe Jesu im Jordan, sondern erst später. Darüber liege allerdings kein Bericht vor.

#### Die Unverfügbarkeit Gottes
Die Handlungen Gottes, aber auch die Gnade Gottes sind unabhängig vom menschlichen Willen. Daraus folgt, dass der Mensch sich die Gnade Gottes nicht verdienen kann. Gnade und Verdienst stehen sich gegenüber. Aus der Offenbarung aber ergibt sich, dass Gott dem Menschen, den er gnädig annimmt, das ewige Leben schenkt.
Nach Petrus Lombardus ist der durch die Taufe im Menschen wohnende Heilige Geist die Ursache der Gnade. Thomas von Aquin betrachtete die Gnade als einen Habitus, eine der Seele innewohnende Qualität. Scotus setzte nun diese Qualität mit der Fähigkeit des Menschen zur Caritas, der Liebe als dem höchsten Guten gleich. Das Verdienst der menschlichen Vernunft (ratio meriti) liegt in der Übereinstimmung von göttlichem und menschlichem Willen. Die Fähigkeit zur Caritas entspringt der übernatürlichen Gnade Gottes. Der Mensch kann diese Gnade nicht durch konkretes Handeln erwerben. Er kann aber die Caritas wie eine Tugend durch Einübung zum Habitus, zur erworbenen Geneigtheit machen.
Wenn der Mensch sich entsprechend verhält, wird er gemäß der Offenbarung von Gott akzeptiert. Dies ist so, weil Gott die Bedingungen der Welt genauso geschaffen hat wie sie sind (potentia dei ordinata), auch wenn er sie anders hätte erschaffen können (potentia dei absoluta). Diese Akzeptationslehre führte in der Rezeption, zum Beispiel durch Petrus Aureoli dazu, dass häufig zu Unrecht behauptet wurde, Scotus habe gelehrt, der Mensch könne durch sein Verhalten Einfluss auf Gott nehmen. Er habe damit eine pelagianische Position eingenommen, nach der der Mensch von sich aus ohne Sünde sein könne. Doch laut Scotus war Gott niemals für den Menschen verfügbar. Inhaltlich schloss sich die Debatte stärker an Scotus’ Schüler an, die diese Lehre weniger klar vertraten.

## Rezeption

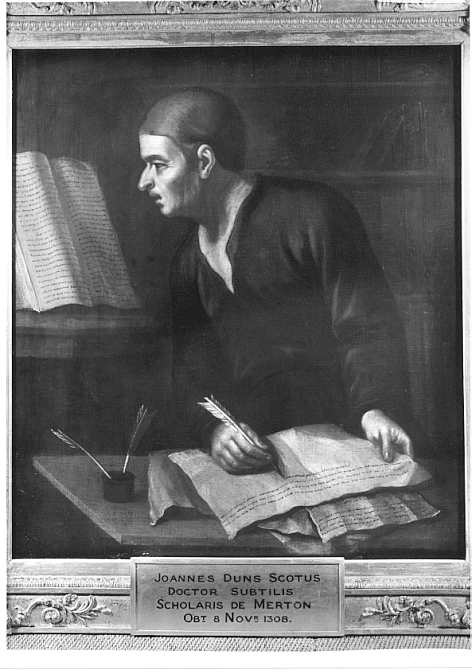
Johannes Duns Scotus – Darstellung aus dem 18. oder 19. Jahrhundert

Auch wenn der theologisch-philosophische Schriftsteller Scotus keine Summa geschrieben hat, sondern sich vorrangig mit der detaillierten (subtilen) Analyse und Ausarbeitung einzelner Themen und der Kommentierung vorhandener Texte befasste, so kann man seine Lehre dennoch als ein geschlossenes, von der Erkenntnis über die Metaphysik bis hin zur Ethik reichendes Konzept ansehen, das auf Aristoteles und Avicenna basiert, aber in Hinblick auf die Bedeutung des Willens und der Offenbarung an die franziskanisch-augustinische Tradition anknüpft. Eine besondere Bedeutung haben auch heute noch die kritizistische Frage nach den Bedingungen der Möglichkeit der Erkenntnis, die Grundannahme der intuitiven Erkenntnis sowie die Verantwortung des Einzelnen aufgrund des freien Willen. Scotus war einer der Ersten, der die Individualität betonte und den Wandel von der Ontologie zur Erkenntnistheorie als wichtigstem Thema der Philosophie begründete. Insofern trug er nicht nur zur Vorbereitung der Renaissance bei, sondern wirkte weit darüber hinaus. Mit seiner Philosophie überwand er eine Reihe von metaphysischen Vorurteilen. Indem er Glaubenswahrheiten wie die Trinität oder die Jungfrauengeburt in den Bereich der Theologie verwies, hat er sie der rationalen Diskussion in der Philosophie entzogen. Theologie und Philosophie haben ein eigenes Reich, wobei die Philosophie immer aus der Perspektive der Theologie betrachtet wird und nicht zu ihr in Konkurrenz steht. Etienne Gilson und Wolfgang Kluxen sehen hier einen wichtigen Anstoß für den Übergang vom mittelalterlichen zum neuzeitlichen Denken.
Obwohl die Franziskaner die Lehren des Scotus nicht als verbindlich für ihren Orden erklärten, wie das bei Thomas und den Dominikanern geschehen war, entwickelte sich eine Schule, die auf dem Scotismus beruhte und sich von Paris ausgehend weiter verbreitete. Einer der ersten, der sich mit Scotus auseinandersetzte, war Wilhelm von Ockham, der das Konzept des „Seienden als Seienden“ übernahm, sich in der Ethik Scotus anschloss und insbesondere die Freiheit des Willens betonte, der andererseits die Logik und Semantik weiter entwickelte und einen eindeutigen Nominalismus vertrat.
Der Scotismus hatte im 17. Jahrhundert, in dem Lucas Wadding für die gedruckte Gesamtausgabe sorgte (1639), seinen Höhepunkt und war zu der Zeit sogar die dominierende scholastische Lehre. Über Francisco Suárez wurden die Grundelemente der scotischen Lehre in die deutsche Philosophie hineingetragen und bildeten bei Leibniz den Ausgangspunkt für die Idee der „möglichen Welten“ sowie bei Christian Wolff die Grundlagen für dessen Ontologie.
Über die rationalistische Philosophie wurde auch Immanuel Kant in erheblichem Umfang beeinflusst. Dies findet sich zum Beispiel in der Frage nach den „Grenzen der Erkenntnis“ oder der Lehre von den „zwei Erkenntnisstämmen“. Auch Kant vertrat in Bezug auf die Universalien eine konzeptualistische Position. Kants Grundannahmen in der Ethik könnten direkt von Scotus abgeleitet sein. Dies gilt für die postulierte „Willensfreiheit“ ebenso wie für die alles bestimmende Aussage, dass moralisch gut allein ein guter Wille ist. Auch der Vorrang der moralischen Absicht vor der Wirkung einer Handlung und die Bedeutung der Tugend als unterstützend, aber nicht maßgebend für die Moral sah Kant ähnlich wie Scotus.
Vor diesem Hintergrund ist auch verständlich, dass Charles S. Peirce von Scotus mit Bewunderung sprach und sich – mit dem Begriff der mittelalterlichen Debatte – gegen die „Necesseritarier“ wandte sowie auf die „Kontingenz“ und die „Haecceitas“ bei Scotus Bezug nahm. Elemente der scotischen Philosophie findet man bei Edmund Husserls Wesenschau, die in der Grundidee der intuitiven Erkenntnis ähnelt und bei Martin Heideggers Sein, das in dem Seienden als Seiendem seine Entsprechung hat. Auch wenn Heidegger, wie vorher schon Peirce, sich in seiner Habilitation Die Bedeutungs- und Kategorienlehre des Duns Scotus sehr stark auf die Schrift Grammatica Speculativa bezog, die erst später Thomas von Erfurt zugeordnet wurde, so bleibt doch die Grundthematik erhalten. Auch Hannah Arendt setzte sich explizit mit Scotus auseinander und griff beispielsweise seine These der intuitiven Erkenntnis auf, indem sie den Einzeldingen Singularität zusprach. Außerdem betonte sie den freien Willen des Menschen, die Entscheidungsfreiheit für das Gute oder Böse und die Verantwortung für seine Taten.
Die Scotus-Rezeption wird heute in besonderem Maße von den Franziskanern (OFM), zum Beispiel von der Johannes-Duns-Skotus-Akademie für franziskanische Geistesgeschichte und Spiritualität in Mönchengladbach, dem Bonaventura-Institute in New York oder der Philosophisch-Theologischen Hochschule der Franziskaner in Schwaz/Tirol, fortgeführt, während in der Neuscholastik der Thomismus dominiert. Dennoch kann man feststellen, dass Scotus in der Rezeption einen eigenständigen bedeutenden Platz einnimmt und sogar noch die philosophische Diskussion der Gegenwart befruchtet.

## Ehrungen
Im Rahmen der Neukonzeption des Skulpturenprogramms des Kölner Rathausturms in den 1980er Jahren wurde Johannes Duns Scotus durch eine Figur von Andreas Dilthey im vierten Obergeschoss auf der Westseite des Turmes geehrt.

## Werke

### Schriften
- Parva logicalia (über die Isagoge des Porphyrios und verschiedene Themen bei Aristoteles ca. 1295)
- Quaestiones super de anima
- Quaestiones subtilissimae de metaphysicam Aristotelis (über einen längeren Zeitraum erarbeitet)
- Lectura (erste Fassung des Sentenzenkommentars ca. 1299 in Oxford)
- Ordinatio (ca. 1300, auch als Opus Oxoniense bezeichnet, mehrfach überarbeitetes Konzept des Sentenzenkommentars)
- Reportata parisiensia (studentische Mitschriften ca. 1300)
- Reportatio parisiensis examinata I.A. (vermutlich von Scotus durchgesehene Mitschrift der Pariser Vorlesungen ca. 1302–1305)
- Collationes (46 Disputationen aus den Jahren 1300 bis 1305)
- Tractatus de Primo Principio (mit umfangreichem Gottesbeweis ca. 1305)
- Theoremata (Autorschaft fraglich)
- Quaestiones Quodlibetales (Sammlung von Disputationen als magister regens ca. 1306)

Nicht zu den Schriften gehört die oftmals Duns Scotus zugeschriebene „Grammatica speculativa“, auf die sich Charles S. Peirce und Martin Heidegger bezogen. Diese stammt nach heutiger Kenntnis von Thomas von Erfurt.

### Werkausgaben
- Opera Omnia. („Wadding-Ausgabe“) Lyon, 1639, Nachdruck Hildesheim, Olms 1968, 12 Bde., in 26 Bänden neu aufgelegt in modernem Typensatz bei L. Vivès 1891–1895; enthält – allerdings vielfach durchmischt mit unechten Textteilen – an echten Schriften:
  - Bd. 1: Super universalia Porphyrii quaestiones (S. 87–123), In librum Praedicamentorum quaestiones (S. 124–185), Quaestiones in I et II librum Perihermeneias Aristotelis (S. 186–210), In duos libros Perihermeneias, operis secundi … quaestiones (S. 211–223), In libros Elenchorum quaestiones (S. 224–272)
  - Bd. 2: Quaestiones super libros Aristotelis De Anima (S. 485–582).
  - Bd. 3: De primo rerum omnium principio (S. 209–259), Theoremata (S. 263–338), Collationes Parisienses (S. 345–430).
  - Bd. 4: Quaestiones super libros Metaphysicorum Aristotelis libri I–IX (S. 505–848).
  - Bd. 5–10: Opus Oxoniense.
  - Bd. 11: Reportata Parisiensa.
  - Bd. 12: Quodlibet
- Opera Omnia. („Vatican-Ausgabe“) Civitas Vaticana 1950ff, bisher Bände I-XIV und XVI-XXI
- Opera Philosophica. St. Bonaventure, NY, The Franciscan Institute, 1997 (5 Bände)

Übersetzungen
- Abhandlung über das erste Prinzip. (Lat.-Dt.) Hrsg. von Wolfgang Kluxen, 3. Aufl. Wiss. Buchgesellschaft, Darmstadt 1994, ISBN 3-534-00532-5
- Die Univozität des Seienden. Texte zur Metaphysik. Mit Studienkommentar und 2 Registern. Hrsg. von Tobias Hoffmann, Vandenhoeck & Ruprecht, Göttingen 2002, ISBN 3-525-30600-8
- Über die Erkennbarkeit Gottes. (Lat.-Dt.), hrsg. von Hans Kraml, Meiner, Hamburg 2000, ISBN 978-3-7873-1617-5
- Über das Individuationsprinzip. Ordinatio II, distinctio 3, pars 1. Hrsg. mit einer ausführlichen Einleitung von Thamar Rossi Leidi, Meiner, Hamburg 2015, ISBN 978-3-7873-2520-7
- Pariser Vorlesungen über Wissen und Kontingenz. (Lat.-Dt.) Herders Bibliothek der Philosophie des Mittelalters Band 4, hrsg. und kommentiert von Joachim R. Söder, Herder, München und Freiburg 2005, ISBN 3-451-28686-6
- Contingency and Freedom. Lectura I 39 (übers. und kommentiert u. a. von Antonie Vos), Kluwer, Dordrecht 1994, ISBN 0-7923-2707-1   (The New Synthese Historical Library; Bd. 4)

### Primärtexte
- Werke im Franciscan Archive (englisch)
- Ordinatio: Prolog, Teil 2 (lat. und jap.), Weiteres im Franciscan Archive
- Whether a material substance is individual or singular from itself or from its nature (PDF; 124 kB), Ordinatio II d. 3 p. 1 q. 1 (Peter King 1987)
- On Bigamy (PDF; 141 kB), Ordinatio IV distinction 33 q. 1, Latin text and English translation
- Quaestiones in Isag., subt. in Met., in Praed. (lat.) bei Peter King

### Sekundärliteratur
- Literatur von und über Johannes Duns Scotus im Katalog der Deutschen Nationalbibliothek
- Werke von und über Johannes Duns Scotus in der Deutschen Digitalen Bibliothek
- Commissio Scotistica Internationalis (ital.)
- Research Group John Duns Scotus (englisch)
- Duns Scotus im Franciscan Archive (englisch)
- Digitalisate bei Internet Archive
- Iohannes Duns Scotus OFM in: Alcuin, der Regensburger Infothek der Scholastik
- Richard Cross: Medieval Theories of Haecceity. In: Edward N. Zalta (Hrsg.): Stanford Encyclopedia of Philosophy.
- Werner Dettloff: Johannes Duns Scotus. (PDF; 6,3 MB) In: Heinrich Fries, Georg Kretschmar (Hrsg.): Klassiker der Theologie. Band 1. Beck, München 1981, 226–237
- Jeffrey Hause: John Duns Scotus. In: James Fieser, Bradley Dowden (Hrsg.): Internet Encyclopedia of Philosophy.
- Tobias Hoffmann: Duns Scotus Bibliography from 1950 to the Present
- Peter King: Verschiedene Fachartikel (englisch)
- Amy Lapisardi: Duns Scotus and The Memento Problem (Download hier)
- Dominik Perler: Duns Scotus on Signification. (PDF; 2,3 MB)
- Giorgio Pini: Univocity in Scotus’s Quaestiones super Metaphysicam: The Solution to a Riddle. (PDF; 359 kB)
- Lars Reuke: To p or not to p. Scotus, Leibniz und die Kontingenz. In: Philosophia (Online-Zeitschrift für Philosophie), 23. Oktober 2012
- Jean-Luc Solère: Scotus Geometres. The Longevity of Duns Scotus’s geometric arguments against indivisibilism. (PDF)
- James B. South: Duns Scotus and the Knowledge of the Singular. In: History of Philosophy Quarterly, Volume 19, No. 2, April 2002
- Henri Veldhuis: Ordained and Absolute Power in Scotus’ Ordinatio I 44.
- Karl Werner: Die Psychologie und Erkenntnislehre des Johannes Duns Scotus.
- Thomas Williams: John Duns Scotus. In: Edward N. Zalta (Hrsg.): Stanford Encyclopedia of Philosophy.
- Allan B. Wolter, O.F.M.: Scotus’ Ethics. In: Essays in Medieval Studies, 5